# 小林容子
小林 容子（こばやし ようこ）は、九州地方で活動するフリーアナウンサー。エントリーサービスプロモーション所属。

## 履歴
福岡県久留米市出身。2004年、筑紫女学園大学文学部卒業後、エントリー社入社。福岡ソフトバンクホークス（当時）の杉内俊哉と結婚した上葉えりかの後任として、テレビ西日本『とべとべホークス』キャスターとなり活躍した。
2006年末で『とべとべ―』を降板し、女性アナウンサーの退職が相次ぎ人手不足となったサガテレビに契約アナウンサーとして派遣、“代打”としてニュース番組を担当。
その後『stsスーパーニュース』では『とべとべ―』の経歴を買われスポーツコーナーを担当し、サガン鳥栖の取材を担当することもあった。後に『かちかちワイド』のコーナー担当としても活動したが、派遣期間3年の満了により2009年12月25日の放送を以ってサガテレビの番組を全て降板、派遣契約解除となった。

## 現在の仕事
イベントなどの司会。これはエントリー社での業務である。

## 以前の担当番組
- とべとべHawks（テレビ西日本）
- FNNスピーク（サガテレビ）
- stsスーパーニュースなど（サガテレビ）
- かちかちワイド（サガテレビ）